# Inname van Dordrecht (1481)

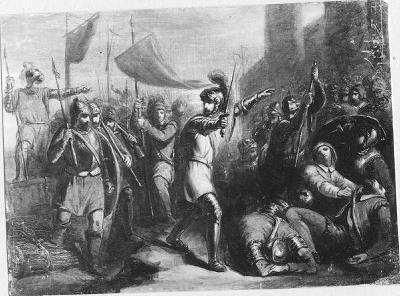
Jan van Egmond voert zijn volgers aan bij de inname van Dordrecht, tekening Augustin Taurel.

De Inname van Dordrecht vond plaats op 6 april 1481 tijdens de Hoekse en Kabeljauwse twisten.

## Achtergrond
De stad Dordrecht was in de 15e eeuw een speelbal geworden van besturen die de ene keer Hoeks- waren en andermaal Kabeljauwsgezind. Bij het beleg van 1418 was de stad nog stevig in handen van de Kabeljauwsgezinde Jan VI van Beieren, maar toen deze door vergiftiging in 1425 om het leven kwam, viel de stad ten prooi aan de diverse op macht beluste bestuurders. In 1480 was de stad weer onder een Hoeks bestuur gekomen, maar de situatie escaleerde in 1481 nadat het bestuur steun had gegeven aan de Hoeken in Leiden, die onder Reynier van Broeckhuysen met belegeringen en ontzettingen bezig waren.

## Inname
Tevens was Jan van Egmond beledigd door de Dordtse schout Adriaan Janszoon Westfaling en kondigde aan de stad te gaan innemen. Desondanks werd Dordrecht niet extra beveiligd. In de nacht van 5 op 6 april 1481 vertrokken twee schepen vanuit Gorinchem naar Dordrecht, met daarin verborgen Jan van Egmond, Kabeljauwse ballingen als jonker Anthonie, bastaard van Brabant, jonker Michiel, een bastaardbroeder van Jan III van Glymes, Otto van Egmont, 40 andere ballingen die Dordrecht in 1477 moesten ontvluchten en 150 Engelse soldaten onder leiding van Thomas Mauricezon. De schepen werden de stad binnengelaten, omdat de bootsman genaamd Jan Mathijszoon een bekende was en ervan uit werd gegaan dat de twee schepen met rijshout en levensmiddelen beladen waren. De stad werd daardoor verrast. Meteen daarna kwamen de mannen tevoorschijn en ging Van Egmond op zoek naar de bestuurders van de stad, als herkenningsteken droegen de mannen witten zakdoeken om hun polsen. Hij kwam bij een grachtengordel waar Gilles Adriaanszoon, de toenmalige burgemeester, stond met vijf andere ambtsdragers. In de hectiek die ontstond zette Gilles Adriaanszoon een koperen pot op zijn hoofd in plaats van zijn helm. Ze werden direct aangevallen en enkelen van hen werden dodelijk verwond. Een van hen, Adriaan Heimanszoon, vluchtte het water in, waar hij na een korte achtervolging gevangen werd genomen.
Er werden 200 burgers en ambtsdragers opgepakt, waarvan de belangrijkste schout Adriaan Janszoon en Dirk van Beaumont Govertszoon, die in 1477 burgemeester en tot 6 april 1481 schepen was. Ze werden na een proces in 's-Gravenhage op 2 augustus 1481 onthoofd.

## Nasleep
Nadat Dordrecht was ingenomen, volgden al snel de Hoekse bolwerken Gouda, Oudewater en Schoonhoven en verviel Leiden ook weer terug aan het landelijk gezag. In juni 1481 stuurde het huis Bourgondië extra troepen naar Dordrecht om het gezag te handhaven. Eind april 1482 werd vanuit Utrecht een poging door Hoekse ballingen ondernomen om Dordrecht bij verrassing in te nemen met circa 800 krijgsmannen. Mede door de sterke rivierstroming en het verzet van de burgers van Dordrecht konden de mannen uit Utrecht niet landen en moesten vluchten. Maximiliaan van Oostenrijk wist een aantal opstandelingen te achterhalen en liet ze onthoofden, de hoofden werden op een staak gezet en vertoond aan de vuilpoort.
In 1487 en in 1489 deden Hoekse ballingen opnieuw een poging om de stad aan hun kant te krijgen, de laatste keer werd het geprobeerd tijdens de Jonker Fransenoorlog.
Historici spreken van een succesvolle list, die honderd jaar later opnieuw uitgevoerd zou worden met het Turfschip van Breda, tijdens de Tachtigjarige Oorlog onder leiding van Maurits van Oranje.
Een raamwerk in de Grote kerk van Dordrecht herinnert nog aan de inname van 1481. Tevens hebben diverse dichters in de 16e en 17e eeuw zich met dit voorval beziggehouden.
1049: Slag bij Thuredrith ·
1204: Plundering van Dordrecht ·
1299: Beleg door Wolfert I van Borselen ·
1304: Beleg door Jan II van Brabant ·
1407-1411: Oproer van Dordrecht ·
1418: Beleg door Jan IV van Brabant ·
1481: Inname door Jan III van Egmont ·
1572: Inname door Bartholt Entens van Mentheda ·
1672: Oproer van Oranjisten ·
1787: Inname door Pruisische troepen ·
1813: Bombardement door de Fransen ·
1940: Bezetting (WO2) ·
1945: Bevrijding (WO2)